# Bacares
Bacares er en by og kommune i det sydøstlige Spanien i provinsen Almería. Den har et indbyggertal på 239 (2024) indbyggere.